# Isagoras jurinei
Isagoras jurinei är en insektsart som först beskrevs av Henri Saussure 1868.  Isagoras jurinei ingår i släktet Isagoras och familjen Pseudophasmatidae. Inga underarter finns listade i Catalogue of Life.